# برج سایگون وان
برج سایگون وان (انگلیسی: Saigon One Tower) ساختمان تجاری ۴۱ طبقه مستقر در شهر هوشی‌مین، ویتنام است، که در سال ۲۰۲۱ احداث گردید.